# Клейнміхель Марія Едуардівна
Графиня Марія Едуардівна Клейнміхель (уроджена графиня Келлер; (1846 , Київ  — 19 листопада 1931 , Париж )) — власниця великосвітського салону в Петербурзі, який відвідували державні діячі та великі чиновники наприкінці XIX — на початку XX століть. Після більшовицького перевороту опублікувала спогади «З потонулого світу».

## Біографія
Графиня Марія Едуардівна Келлер народилася в 1846 році в Києві, де її батько, граф Едуард Федорович Келлер (1819—1903), перебував на службі в канцелярії київського губернатора . Належав до російської гілки прусського роду Келлерів, він зробив блискучу кар'єру, ставши в 1863 сенатором. Мати, Марія Іванівна Різнич (1827—1895/1914), мала сербсько-польське коріння. Її батьки: одеський купець Іван Степанович Різнич та Поліна Жевуська, сестра Евеліни Ганської та Кароліни Собаньської. Сприймачами Марії Едуардівни стали київський генерал-губернатор Дмитро Гаврилович Бібиков, під керівництвом якого служив батько, та бабуся Софія Михайлівна Келлер (1795—1880), дочка польського графа-просвітителя Борха. Діти Келлерів отримали гідну освіту та виховання.

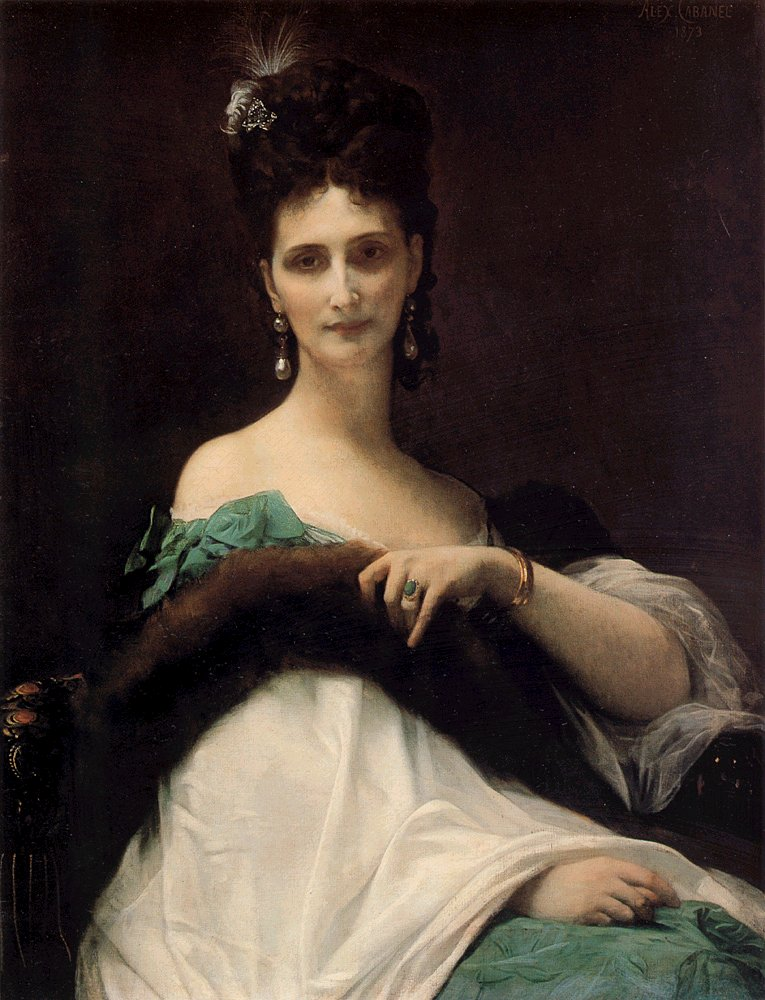
Марія Іванівна Келлер на портреті роботи Александра Кабанеля (1873) з музею дОрсе

Сім'я багато подорожувала, змушена прямувати до нових місць призначення батька. Марія Едуардівна згадувала про візит імператора Олександра, який відвідав сім'ю в Мінську, куди в 1858 році граф Келлер був призначений Мінським цивільним губернатором, і пообіцяв десятирічній Марії фрейлінський шифр, а її брати Федір та новонароджений Олександр були рожалувані в пажі. Перебуваючи у Польщі, Марія Едуардівна із сестрами була запрошена до двору намісника великого князя Костянтина Миколайовича, щоб скласти компанію його дочкам — великим князівнам Ользі та Вірі. Келери жили багато, і їхній будинок був відкритий для польської та російської аристократії. Серед гостей була і Марія Калергіс, яка «часто грала у нас на роялі ».

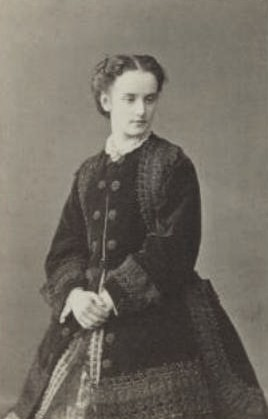
Марія Едуардівна Келлер

Перебуваючи з матір'ю та сестрою в Парижі, 16-річна Марія захопилася сорокап'ятирічним радником посольства графом Ебергартом Сольмс-Зонненвальде, «високим, струнким блондином, який мав вишукану зовнішність». Молодший син численного сімейства, він вів розпорошене життя аристократа: служив у кінно-гвардійському полку, робив борги і тягнувся за жінками. Витлумачивши інтерес графа як запоруку заручин, Марія написала листа імператору Вільгельму, в якому просила про нове призначення для Сольмса, щоб поліпшити його матеріальне становище і уможливити їх офіційне заручини. Незважаючи на те, що Сольмс отримав призначення «завідувача справами імператора Максиміліана Мексиканського», про що Вільгельм і повідомив у листі у відповідь, заручин не було, а скандал, викликаний безрозсудним вчинком дочки, змусив графа забрати дівчину до Петербурга.
Повернувшись до Російської імперії, Марія Едуардівна стала фрейліною імператриці Марії Олександрівни . Її подругами були княжна Мещерська та Саша Жуковська, які у результаті були змушені залишити двір через свої романи з членами імператорської сім'ї . Згодом Марія Едуардівна була призначена до двору великої княгині Александри Саксен-Альтенбурзької, де замінила Парасковію Іллівну Бібікову, що стала дружиною князя Олексія Кропоткіна (1816—1903).
В 1871 році Марія Едуардівна вийшла заміж за графа Миколу Петровича Клейнміхеля (1836—1878), сина миколаївського міністра, і залишила двір. Весілля відбулося 30 квітня у Костянтинівському палаці. У 1870-х роках вона була в курсі всіх справ двору, бо велика княгиня часто запрошувала її «побалакати», а місце графині зайняла її сестра Ганна Едуардівна. Шлюб, проте, довго не продовжився: Микола Петрович захворів на швидкоплинні сухоти і помер під час лікування в Ментоні. У тому ж 1878 році відбулося розлучення батьків: Марія Іванівна Келлер залишила чоловіка і дітей і вийшла заміж за Олександра Сент-Іва, який був молодший за наречену на 15 років. Подружжя оселилося в Італії і використало прізвище д'Альвейдр за однойменним маєтком, придбаним Марією Іванівною. Під впливом вітчима Марія деякий час захоплювалася окультними науками . Ще одним захопленням графині з дитячих років були коні, пізніше автомобілі. Так, 29 травня (11 червня) 1903 року «Російський листок» повідомляв: «26-го травня на автомобільному корсо в Петербурзі перший приз у вигляді срібної вази для фруктів отримав розкішний автомобіль графині Клейнміхель, другий приз (ваза) отримав москвич Солдатенков, машина якого являла собою розкішний букет бузкового бузку».
Овдовівши Марія Едуардівна часто подорожувала, відвідуючи розкиданих по Європі численних родичів. Разом із братом Федором вона вирушила до Константинополя, куди Келлер був відправлений військовим аташе. Скрізь вона була у центрі світського життя, нерідко виконуючи особисті доручення членів імператорської сім'ї. Себе графиня вважала космополіткою, приписуючи це тому, що в ній «тече кров різних національностей» і у неї «така різнорідна спорідненість».

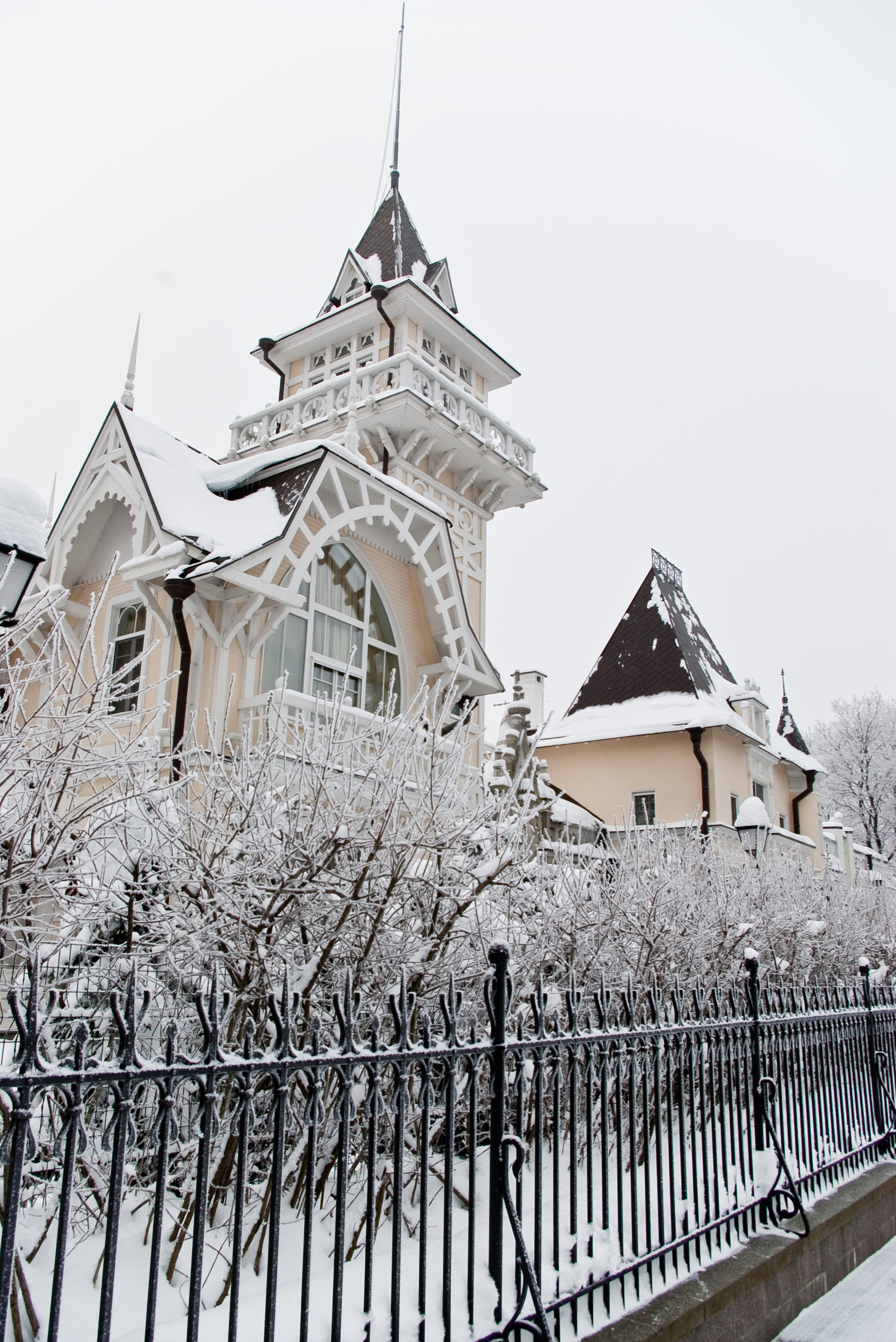
Дача на Кам'яному острові

У 1893 році графиня Клейнміхель орендувала терміном на 90 років будинок на Кам'яному острові, який став одним із центрів світського життя тих років, так само як і особняк Марії Едуардівни на Сергієвській вулиці, 33-37. Дачу неодноразово перебудовували, поки архітектор Іполит Претро не надав будинку риси готичного стилю: покрівля з високим шпилем над центральним двоповерховим об'ємом і неоготичні ворота, виготовлені в 1912 році на заводі «Сан-Галлі» за проєктом Мейбома. Інтер'єри особняка були зафіксовані на фотографіях Карла Булла, опублікованих у журналі " Столиця та садиба ".
«Петербурзька газета» у червні 1910 року повідомляла: «…багатолюдні збори на Кам'янострівській дачі у графині Клейнміхель по четвергах, коли на майданчику перед дачею весь вечір і за північ численні мотори та autocars очікують на роз'їзд гостей. Салони люб'язної та гостинної господині влітку на дачі, так само як і взимку, у прийомні дні наповнюються численними відвідувачами. Тут збирається весь великосвітський Петербург, усі іноземні дипломати, які приїжджають з-за кордону знатні особи, залучені як люб'язною і привітною привітністю прийому, так і перспективою цікавої бесіди з господинею будинку та відвідувачами її салону.». Сучасники вважали салон політичним та пронімецьким, але сама графиня Клейнміхель у своїх мемуарах писала:
|  | Чи мала я політичний салон? Я стверджую, що не мала. Одні вітали мене з цим салоном, який ніби користувався європейською славою, інші говорили про нього з обуренням. Насправді ж цього салону ніколи не існувало, — існував він тільки в уяві тих, які в мене не бували й читали в газетах про мої прийоми, де перераховувалися серед інших багатьох гостей посли та міністри. Вони вважали ці, суто світські, прийоми політичними. |

Прийоми і бали графині Клейнміхель мали великий успіх і нерідко ставали головною подією світського сезону. Велика княгиня Ольга Олександрівна згадувала, що про її «бали-маскаради говорило все петербурзьке товариство. Багата, ексцентрична, трошки кульгала, графиня рідко залишала свій особняк, і кожен, хто займав хоч якесь становище в суспільстві, вважав за честь бути запрошеним до неї в будинок. Це була гранд-дама до кінчиків нігтів і водночас надзвичайно прониклива та розумна жінка. Якимось чином їй вдавалося дізнаватися про потаємні таємниці майже всього петербурзького суспільства. Її особняк уславився розсадником пліток».

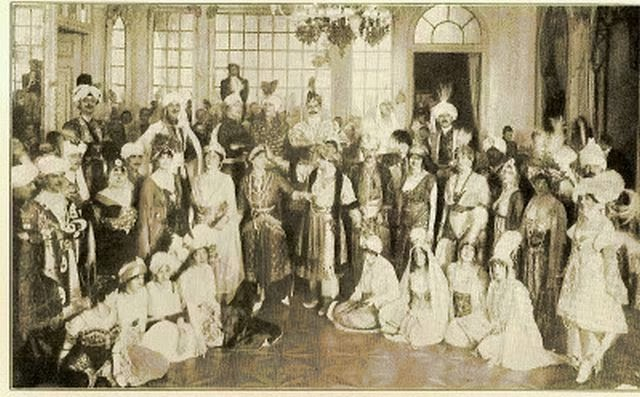
Учасники балу в будинку Клейнміхелей

Цікаво, що у цих прийомах <у світському Петербурзі> майже не можна було зустріти представників численного у Петербурзі дипломатичного корпусу. Зате вони були бажаними гостями в єдиному свого роду політичному салоні графині Клейнміхель. Ця вдова, що старіла, була, між іншим, близько знайома з імператором Вільгельмом. Одного разу в Берліні наш добре обізнаний військовий аташе сказав, проходячи зі мною Алеєю Перемоги:
 — Усім тут поставили пам'ятники, а ось стару Клейнміхель забули… а вона вже заслужила перед німцями.

На масницю, наприкінці січня 1914 року Марія Едуардівна «влаштувала у себе костюмований вечір, який став подією у петербурзькому великому товаристві». Бал був влаштований з метою уявити світові племінниць графині, дочок Володимира Клейнміхеля . Було розіслано понад 300 запрошень, але бажаючих було набагато більше і, за словами Марії Едуардівни, «кожен, хто залишав у мене свою візитну картку, розраховував на запрошення і, не отримавши такого, ставав моїм ворогом». Костюми для свята у стилі " Тисячі й однієї ночі " розробляв Леон Бакст . Виконавцями танців були обрані найкрасивіші дами найвищого світу: « велика княгиня Вікторія Федорівна, дружина великого князя Кирила Володимировича, разом із великим князем Борисом Володимировичем стала на чолі східної кадрилі . Всіх найкрасивіших, найкрасивіших жінок Петербурга велика княгиня просила взяти участь у цьому танці. Серед них назву княжну Ольгу Орлову, графиню Марію Кутузову, міс Мурієль Бьюкенен, княгиню Наталію Горчакову, містрісс Джаспер Рідлей (дочка нашого посла в Парижі, графа Бенкендорфа) та багатьох інших».
З початком першої світової війни становище графині Клейнміхель почало погіршуватися. По Петербургу стали поширюватися чутки про те, що Марія Едуардівна «послала імператору Вільгельму, в коробці від шоколаду, план мобілізації і що вона була арештована і вже повішена». На думку графині, поширенням чуток займався Павло Володимирович Родзянко, брат голови Державної думи, через її відмову запросити його на бал. У 1914 році графиня своїм коштом організувала в особняку на Кам'яному острові госпіталь.
27 лютого 1917 року графиня Клейнміхель, попереджена прислугою, покинула свій будинок і провела кілька днів спочатку в сусідньому будинку у барона Пілар фон Пільгау, спостерігаючи з вікна за розграбуванням особняка та винних льохів, а пізніше перебралася до китайського посольства. Через три дні вона була затримана і доставлена до Державної Думи для допиту, де їй висунули звинувачення в тому, що вона нібито стріляла з даху будинку з кулемету по революційних загонах , а також телефоном веде переговори з німецьким імператором Вільгельмом. У зв'язку з абсурдністю звинувачень Марія Едуардівна невдовзі було звільнено. Під час жовтневого перевороту графиня Клейнміхель перебувала під арештом у своєму будинку під охороною з тридцяти трьох матросів. Незабаром охорона була посилена, прибули ще 15 солдатів Волинського полку . Вони влаштували призову стрілянину на парадних сходах, обравши на меті портрети імператорської сім'ї. Марія Едуардівна разом із компаньйонкою та двома покоївками замикалася на ключ і влаштовувала біля дверей барикади зі стільців. Після семитижневого арешту графиню було звільнено. Незабаром все майно Клейнміхелів було націоналізоване, і Марія Едуардівна жила у квартирі у князя Лобанова на розі Мільйонної та Мийки.
Наприкінці 1918 року графиня Клейнмихель стала звертатися у різні інстанції для отримання документів на виїзд із Радянської Росії та у квітні 1919 року залишила Петербург, провівши кілька місяців у Стокгольмі, пізніше перебравшись до Німеччини. У 1922 році графиня Клейнміхель опублікувала свої мемуари під назвою «З потонулого світу», наступного року зі значними купюрами вони вийшли і в Росії. Лев Троцький в «Історії російської революції» відгукувався про книгу так:
|  | Цинічні мемуари старої інтриганки Клейнміхель із чудовою яскравістю показують, який наднаціональний характер відрізняв верхи аристократії всіх країн Європи, пов'язані узами кревності, спадкування, презирства до всього нижчестоящого і … космополітичного адюльтера у старих замках, на фешенебельних курортах та при дворах Європи. |

Останні роки графиня Марія Клейнміхель провела у Франції, де й померла 19 листопада 1931 року. Вона похована на цвинтарі у Версалі поряд зі своїм братом Олександром.

## Діти
- Ольга (1874—1946) — з 29 квітня 1894 дружина барона Модеста Миколайовича Корфа (1862—1912), камергера.
- Марія (1879—1916) — фрейліна, дружина обер-церемоніймейстера Миколи Миколайовича Лопухіна (1857—1947), російського аташе в Дармштадті та Мюнхені; онука Петра Лопухіна.